# Камышинское военно-морское авиационное училище
Камы́шинское вое́нное авиацио́нное учи́лище лётчиков № 16, до 1957 года — Камышинское военно-морское авиационное училище лётчиков № 16, сокращённо — КВМАУ, до 1955 года — 92-е военно-морское минно-торпедное авиационное училище — упразднённое военное учебное заведение, располагавшееся в городе Камышине Сталинградской области.
Училище находилось в районе стеклотарного завода.

## История

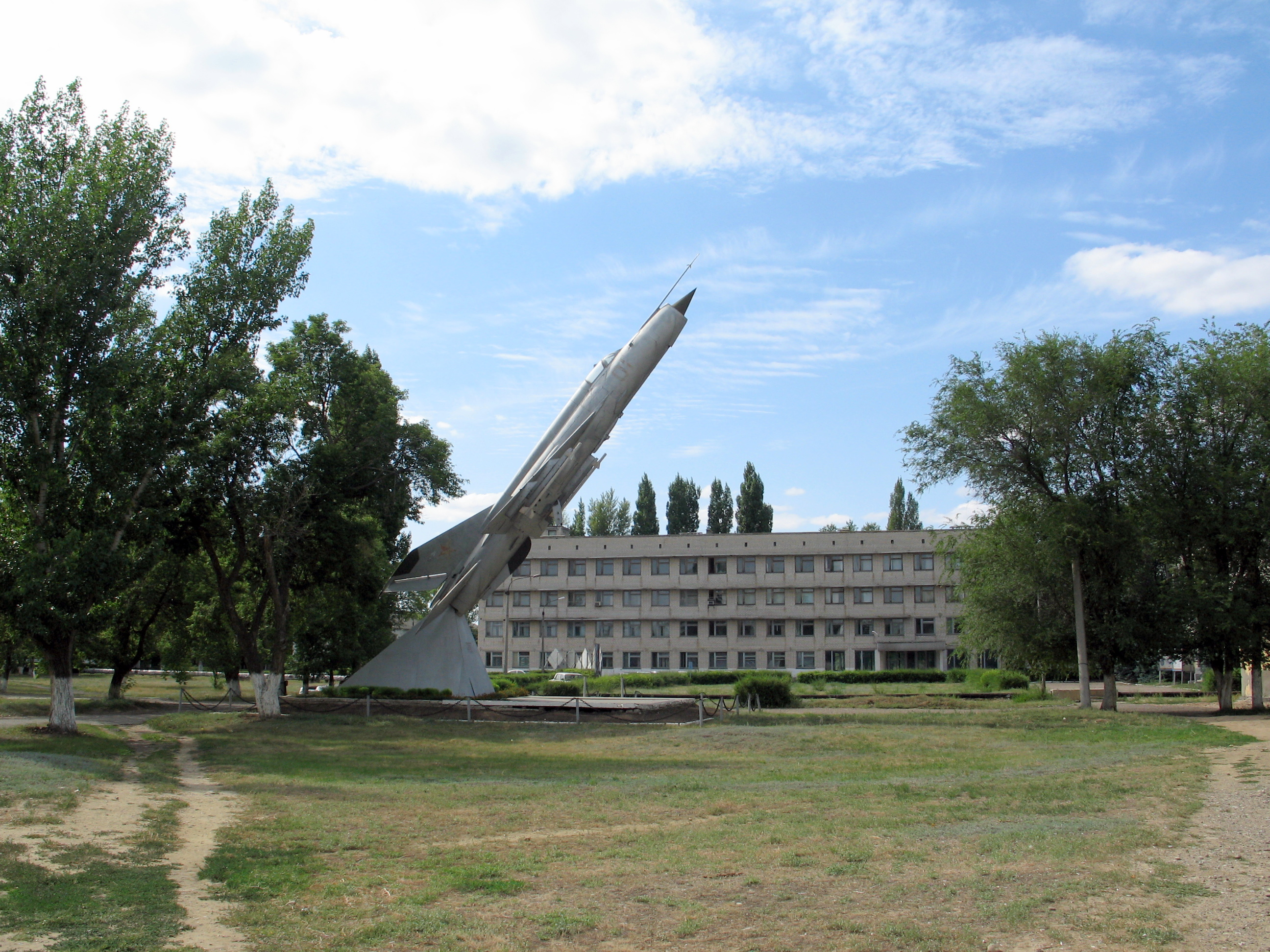
Авиационный городок в селе Лебяжье

Создание учебного заведения было обусловлено нарастанием противостояния США и СССР. Военно-морские силы США активизировали свои действия у берегов Советского Союза. Союз же не имел в своём флоте авианосцев и средств для их постройки. Поэтому тогдашний главнокомандующий военно-морского флота Николай Герасимович Кузнецов сделал ставку на формирование во всех флотах подразделений морской авиации. В случае военного противостояния морские лётчики должны были нанести авиаудары по американским авианосцам. Потребность в морских военных лётчиках должно было удовлетворить новое учебное заведение. Камышин был выбран для размещения такого учебного заведения из-за удалённости от границ и морей — разведке других стран было труднее получить сведения об объекте. Кроме того, в это время шло строительство Сталинградской ГЭС, водохранилище которой должно было стать удобным полигоном для отработки различных тактических приёмов морской авиации.
В июне 1954 года на базе Николаевского минно-торпедного училища морских летчиков имени С. А. Леваневского в Камышине было создано 92-е военно-морское минно-торпедное авиационное училище, в других источниках в качестве даты создания указан май 1955 года.
Курсанты, поступившие осенью 1954 года в Николаевское училище, зимой изучали теорию в Николаеве, а с мая по сентябрь проходили лётную практику уже в Камышине. Изначально для этого в училище перегнали с Украины 27 двухместных Як-18, они составили один учебный полк из двух эскадрилий по четыре звена в каждой. На момент создания училища существовал только грунтовый аэродром Камышин-Главный (Камышин-Южный), где происходило обучение лётчиков в 1956 и 1957 годах. Позднее были построены аэродромы Лебяжье, Зензеватка и Красный Яр.
Обучение курсантов происходило в трёх учебных полках. Первый полк располагался на южной окраине Камышина, в районе сосновой рощи и состоял из двух эскадрилий по 18 двухместных учебных самолётов Як-18У, здесь происходило обучение курсантов на первом курсе. Полк имел три зоны учебных полётов: над селом Сестренки, где происходили взлёт и посадка; над посёлком Николаевск, где пилоты тренировали бочку и петлю Нестерова; севернее Камышина, где отрабатывались все виды пилотирования. Второй полк, где обучались второкурсники, располагался на станции Зензеватка. Здесь обучались на реактивных фронтовых бомбардировщиках Ил-28. Переобучение на эту модель лётный состав училища прошёл летом и осенью 1957 года. Третий курс обучался в третьем полку, дислоцировавшемся на аэродроме Лебяжье. Учебные полёты проходили ежедневно с марта по ноябрь с четырёх часов утра до девяти часов вечера.
Летом 1957 года училище выведено из состава Военно-морского флота и переподчинено Военно-воздушным силам Северо-Кавказского военного округа. При этом знамя и номер училища был сохранён.
В 1959 году состоялся первый и единственный выпуск офицеров.
В ноябре 1960 года военное учебное заведение расформировано. Самолёты Ил-28 переданы в Оренбургское военное училище лётчиков. Учебная база и аэродром Лебяжье были переданы в Качинское авиационное училище в Сталинграде.

## Командиры
Училищем командовали:

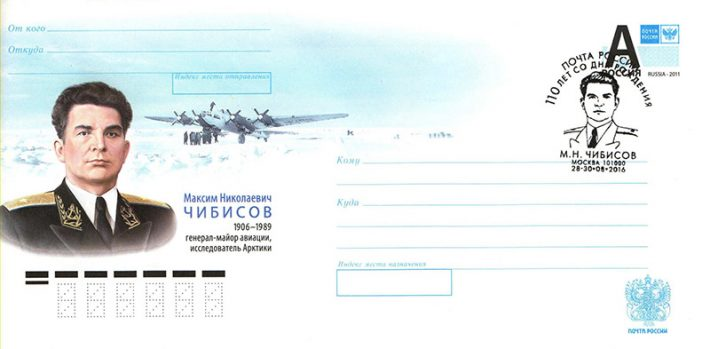
Первый командир училища на конверте Почты России

- Максим Николаевич Чибисов, полковник, с декабря 1955 года — генерал-майор (9 июня 1954[1] — 1957);
- Георгий Степанович Бельцов, полковник (1957—1960).

С 1956 года и до расформирования училища в 1960 году начальник авиационного училища являлся одновременно и начальником камышинского гарнизона.